# Rygweda

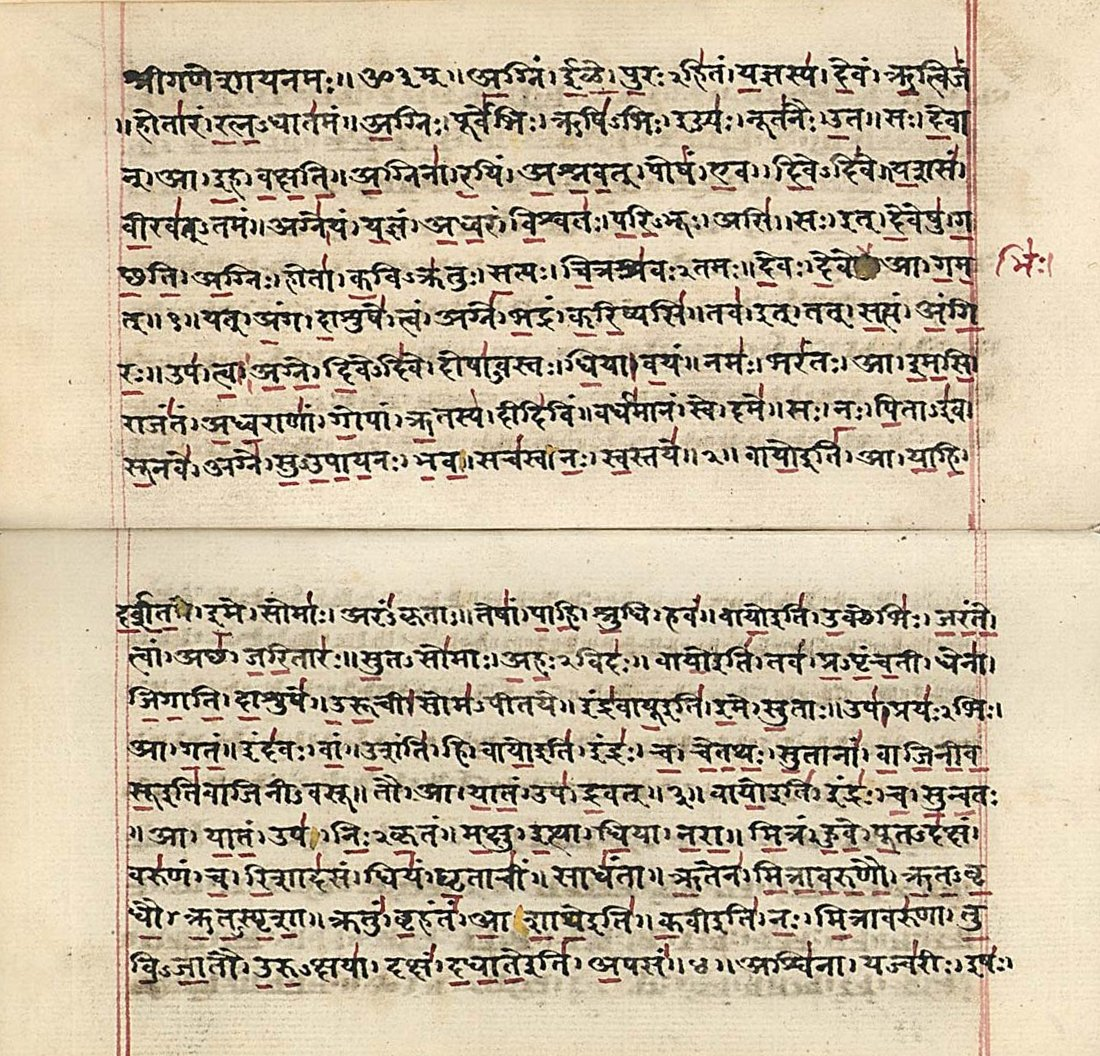
Rygweda

Rygweda (sanskryt ऋग्वेद, trl. ṛgveda, ang. Rigveda) – jedna z sanhit (zbiorów) wchodząca w skład wed, najstarszy zabytek literacki indoaryjski, niejednolity treściowo i chronologicznie.
W roku 2007 wpisana na listę UNESCO Pamięć Świata.

## Chronologia
Najstarsze znane cywilizacji zachodniej hymny Rygwedy mogły powstać około XIV wieku p.n.e., jeszcze przed wejściem Ariów do Indii. Miejscem powstania części tekstu mógł być Afganistan. Główny zrąb powstał prawdopodobnie później, już na wschodnich terenach Pendżabu. Wniosek ten wysnuto na podstawie analizy nazw geograficznych występujących w treści.

## Budowa
Składa się z 1028 hymnów (sukta – dosłownie: ‛dobrze powiedziane’), zgromadzonych w 10 kręgach (mandala). Średnio hymn ma około 10 strof, najdłuższy ma ich 58, najkrótszy tylko jedną. Tylko pierwsza i ostatnia mandala zawierają taką samą liczbę hymnów.
Najstarsza część to mandale od drugiej do siódmej – tzw. mandale rodzinne (ponieważ tradycja przypisuje je określonym rodom wieszczów). We wszystkich tych mandalach hymny ułożone są w tym samym porządku: pierwsze są skierowane do Agniego, następne do Indry, a kolejne do pozostałych bóstw wedyjskich. Hymny są ułożone według liczby strof i według długości metrum (od najdłuższego).
Następnie powstała druga część (od 51. hymnu) mandali pierwszej, która zawiera 9 krótkich zbiorów różnych autorów, potem pierwszą część pierwszej mandali oraz mandala ósma – obie są bardzo zbieżne w treści. Następnie dodano mandalę dziewiątą – bardzo jednorodną pod względem treści – wszystkie hymny skierowane są do Somy. Na końcu włączono mandalę dziesiątą, która różni się od wcześniejszych treścią i formą – wiele jej hymnów napisano w formie dialogów, a w treści uwidaczniają się zmiany w panteonie (pojawiają się nowe bóstwa), pojawiają się spekulacje filozoficzne dotyczące natury i powstania wszechświata, opisy innych rytuałów niż ofiara wedyjska. Do mandali ósmej dodano później osobno numerowane hymny (valakhilja).
Rygweda zachowała się w dwóch postaciach:
- sanhitapatha – normalny tekst
- padapatha – tekst nieuwzględniający zmian sandhi oraz zawierający analizę złożeń; tekst ten powstał dla celów dydaktycznych i praktycznych (ułatwia zapamiętanie hymnów)

Hymny Rygwedy są metryczne, ale bez rymów. Najczęstsze rodzaje metrum to: trisztubh, gajatri, dźagati oraz anusztubh, zwany też śloką. Te same miary występują w Aweście (zobacz: zaratusztrianizm).

## Treść
Rygweda jest przede wszystkim księgą kapłańską. W znacznej mierze służyła celom liturgicznym i obrzędowym. Wedle tradycji jej teksty miał w trakcie ofiary wedyjskiej recytować hotar – kapłan zapraszający bogów do udziału w obrządku. Hymny jako utwory religijne i poetyckie niewiele mówią o wydarzeniach swojej epoki, ale odsłaniają obraz ówczesnej kultury, wierzeń, systemu etycznego oraz pozwalają odtworzyć zasięg ekspansji Ariów na terenie Indii.
Większość tekstów Rygwedy to hymny do bóstw, które zawierają zaproszenie do wzięcia udziału w ofierze, głoszą chwałę bogów, wymieniają ich imiona i epitety, funkcje i atrybuty oraz zawierają prośby do bóstw. Wiele z nich wspomina ważne legendy oraz mity (ale nie przytacza ich w całości), np. opowieść o zabiciu przez Indrę demona Wrytry. Różne elementy świata natury są w Rygwedzie deifikowane (np. jutrzenka w osobie bogini Uszas, ogień w postaci boga Agniego itd.).
Jedna z najsłynniejszych izolowanych strof Rygwedy to gajatri, najświętsza i najważniejsza mantra wedyjska, modlitwa skierowana do Sawitara, bóstwa łączonego ze słońcem (mandala 3, hymn 69, strofa 10). Jest nieodzownym elementem codziennego rytuału porannego ortodoksyjnych hindusów.

Tat saviturvarenjam

Bhargo devasja dhīmahi

Dhijo jo nah praćodajāt

To Sawitara najwspanialsze

Obyśmy światło osiągnęli

Niech nasze myśli w górę wzniesie!

W mandali dziesiątej pojawiają się zaczątki spekulacji filozoficznych, które kontynuowane są w brahmanach i upaniszadach. Szczególnie znany jest hymn 129 – Nasadija (od pierwszych słów hymnu: „nāsadāsīn no sadāsīt tadānīm” – niebyt nie istniał; por. Parmenides). Odzwierciedla on kwintesencję monizmu w myśli indyjskiej.

NIEBYT nie istniał wtedy, ani byt nie istniał,

Nie było też przestworza i nieba u góry,

Co było w ruchu, w czyjej opiece?

Czym wody były, odchłanne, głębokie?
Była ciemność, ciemnością od początku okryte

Wszystko było jednym bez cech oceanem,

Zarodek bytu w pustkowiu zawarty

Stał się tym jednym mocą swego żaru.
Śmierć nie istniała wówczas, ani nieśmiertelność,

Pomiędzy dniem a nocą nie było rozłamu,

Przez własną moc to jedno bez tchu oddychało

I nic innego nigdzie poza nim nie było.
Lecz oto żądza powstała z początku,

Stając się myśli najpierwszym wysiewem,

Związek bytu z niebytem wysiłkiem rozumu

Znaleźli wieszczowie, w swym sercu szukając.
Na wskroś przenika promień ich poznania -

Czy była ona w górze, czy był też w dole?

Byli dawcy zarodków, były sił potęgi,

Różnorodność w dole, u góry dążenie.
Ale kto wie to wszystko, kto mógłby powiedzieć,

Skąd się zrodziła skąd jest ta wysnowa,

Bogowie się zjawili, gdy świat się wyłonił,

A więc kto może wiedzieć, skąd wszystko powstało?
I jak się zrodziła ta wysnowa bytów,

Czy kto ją zdziałał, czy też nikt nie zdziałał -

Ten, co na ziemię patrzy z najwyższego nieba,

Ten może wie o tym a może też nie wie?

Nie było w owym czasie ani nieistnienia, ani istnienia;

Nie było też przestrzeni i nieba u góry.

Co miało się ku życiu? Gdzie? W czyjej opiece?

Czym wody były otchłanne i głębokie?
Nie było w owym czasie ani śmierci, ani nieśmiertelności.

Nie było znaku odróżniającego noc od dnia.

TO JEDNO oddychało, bezwietrznie, samo z siebie.

I nic innego nigdzie poza nim nie było.
Na początku ciemność kryła się w ciemności;

Bez znaku odróżniającego wszystko to było wodą.

Zarodek bytu w pustkowiu zawarty

Stał się TYM JEDNYM mocą swego żaru.
Na początku na to jedno przyszło pożądanie;

Było ono pierwszym nasieniem umysłu.

Wieszczowie, szukając z mądrością w swych sercach,

Znaleźli w nieistnieniu wiązanie istnienia.
Ich nić została wszerz rozciągnięta.

Czy było poniżej? Czy było powyżej?

Byli umieszczający nasienie – były sił potęgi.

Było popędzające poniżej, u góry – dążenie.
Ale kto wie to wszystko? Kto mógłby powiedzieć,

Skąd to się zrodziło? Skąd jest to stwarzanie?

Bogowie przyszli później razem ze stworzeniem tego świata.

A więc kto może wiedzieć, skąd wszystko powstało?
Skąd to stwarzanie świata wyniknęło?

Być może samo się uformowało lub być może nie.

Tylko on jeden na wysokościach, który spogląda na nie z góry,

Tylko on wie – lub być może nie wie.

## Język
Rygweda została skomponowana w staroindoaryjskim języku wedyjskim. Mimo że są w niej ślady niearyjskich wpływów językowych, w odróżnieniu od późniejszego sanskrytu jest zasadniczo jednolita językowo.
Pierwszym szerzej znanym komentatorem Rygwedy był Jaska (prawdopodobnie z VII–VI wieku p.n.e.), lecz wymienia on kilkunastu poprzedników. Najsłynniejszy komentarz to tekst Sajany z XIV wieku n.e.
Pierwsze informacje o Rygwedzie nauka zawdzięcza pracom Colebrooke’a (1805), pierwszym poważnym badaczem był Rudolf von Roth (1821–1895).